# Balls to the Wall
Balls to the Wall is het vijfde album van de Duitse band Accept.
Met een iets rustiger geluid probeerde de band tevergeefs een Amerikaans publiek te bereiken; de voorgangers werden door de Amerikaanse metalwereld als "te rauw" ervaren. Met dit album raakte Accept in Amerika niet verder dan een undergroundpubliek.
Na dit album verliet gitarist Hermann Frank de band en keerde Jörg Fischer terug.

## Nummers
1. Balls to the Wall (5:43)
2. London Leatherboys (3:57)
3. Fight It Back (3:33)
4. Head over Heels (4:24)
5. Losing More Than You've Ever Had (5:07)
6. Love Child (3:34)
7. Turn Me On (5:11)
8. Losers and Winners (4:19)
9. Guardian of the Night (4:24)
10. Winter Dreams (4:53)
11. Up to the Limit (5:02)
12. Head over Heels (5:56)

## Bezetting
- Udo Dirkschneider - zang
- Wolf Hoffmann - gitaar
- Hermann Frank - gitaar
- Peter Baltes - basgitaar
- Stefan Kaufmann - drums